# 雅塔乌巴
雅塔乌巴是巴西伯南布哥州的一个市镇。总面积715.72平方公里，总人口15074人，人口密度21.1人/平方公里。